# Glacera Spegazzini
La glacera Spegazzini és una de les glaceres més importants del Parc Nacional Los Glaciares, ubicat en el departament Lago Argentino, província de Santa Cruz, Argentina. La seva característica principal és la gran altura del seu front, que assoleix entre 80 i 125 metres.
Té una superfície de 66 km² i un ample mitjà d'1,5 km. Es troba assentat sobre el braç Spegazzini del llac Argentino,i per arribar a ell parteixen excursions des de Puerto Bandera, que naveguen el braç denominat Nord fins que aquest es divideix al nord al braç Upsala, on es troba la glacera Upsala (la més gran de Sud-amèrica), i al sud el braç Spegazzini. La vegetació al seu voltant produeix un marcat contrast de colors, produït per l'erosió de la glacera, la humitat, el vent i el sol.
Deu el seu nom al botànic Carlos Luis Spegazzini, qui va ser el primer a estudiar la flora local.